# Murjismo
Murjismo (árabe: المرجئة, português: "Aqueles que adiam") foi uma das primeiras seitas islâmicas. O murjismo defendeu a opinião de que somente Deus tem o direito de julgar se um muçulmano se tornou ou não um apóstata. Consequentemente, os muçulmanos devem praticar o adiamento (ʾirjāʾ) do julgamento dos que cometem pecados graves e não fazer acusações de descrença ('takfir') ou punir adequadamente qualquer pessoa que tenha professado o Islão como sendo a sua fé. Eles também acreditavam que as boas ações ou a omissão delas não afetam a fé de uma pessoa, e uma pessoa que não praticasse nenhum outro ato de obediência não seria punida na vida após a morte, desde que mantivesse a fé pura. Costumavam dizer que “a desobediência não prejudica a fé, assim como as boas ações não ajudam na descrença”.
Em um hádice atribuído ao Profeta Maomé em Sunane ibne Maja, o cadarismo junto com os murjismo são excomungados do Islã: “'Existem dois tipos de pessoas entre esta Ummah que não compartilham o Islã: os murjitas e os cadaritas.'"